# 551 هـ
551 هـ هي سنة في التقويم الهجري امتدت مقابلةً في التقويم الميلادي بين سنتي 1156 و1157.

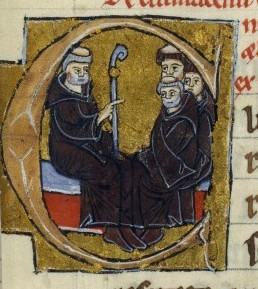
بطرس المبجل

## مواليد
- سيف الدين الآمدي

## وفيات
- بطرس المبجل
- علاء الدين أتسز